# Batismo de Fogo
Batismo de Fogo (em polonês: Chrzest ognia) é o terceiro romance da série de livros Wiedźmin (The Witcher), escrita por Andrzej Sapkowski, sendo uma continuação direta de Tempo do Desprezo. O romance foi publicado pela primeira vez na Polônia em 1996, chegando ao Brasil em 2015. A edição britânica foi lançada pela Gollancz no dia 6 de março de 2014.